# NGC 54
NGC 54は、くじら座にある渦巻銀河である。1886年にエルンスト・テンペルによって発見された。 銀河の直径は75000光年であり 、天の川より少し小さい程度である。